# Robert Caspary
Johann Xaver Robert Caspary (ur. 29 stycznia 1818 w Królewcu, zm. 18 września 1887 w Iłowie w powiecie sępoleńskim) – niemiecki botanik i mykolog.

## Życiorys
Urodził się w niemieckim Królewcu. Był synem Franza Xavera, który zajmował się handlem nieruchomościami i Justine z domu Wartmann. Dzieciństwo i młodość spędził w Królewcu, gdzie uczył się w Kneiphöfisches Gymnasium – najstarszej szkole w Prusach Wschodnich. W 1837 roku zdał egzamin dojrzałości i od tego roku do 1840 studiował teologię i filozofię na Uniwersytecie w Królewcu. Podczas studiów zainteresował się przyrodą, szczególnie entomologią. Studia teologiczne w Królewcu uwieńczył egzaminem końcowym, a następnie wstąpił na Uniwersytet w Bonn, aby studiować nauki przyrodnicze (1843–46). W 1843 r. został członkiem burschenschaftu Fridericia Bonn. W 1845 r. podjął pracę jako nauczyciel w placówce edukacyjnej Kortegan w Bonn. Jako wychowawca w służbie kupca Elberfelda wyjechał na dziewięć miesięcy do Włoch (1847), skąd przywiózł dużą kolekcję roślin i zwierząt. 28 marca 1848 r. uzyskał doktorat na Uniwersytecie w Bonn, gdzie również wkrótce się habilitował.
Ponieważ w Niemczech nie był w stanie znaleźć pracy, wyjechał do Anglii, gdzie przez dwa i pół roku poświęcił się głównie badaniu glonów morskich i słodkowodnych. Po krótkich podróżach do Europy kontynentalnej przez sześć miesięcy pracował jako nauczyciel w Pau na południu Francji. Zebrał tu dużą kolekcję roślin. W 1851 r. został docentem prywatnym na Uniwersytecie Friedricha Wilhelma w Berlinie, gdzie pracował pod kierunkiem Alexandra Brauna. W 1859 ożenił się z jego córką – Marie, z którą miał trójkę dzieci.
W 1856 roku został dyrektorem zielnika i adiunktem ogrodu botanicznego w Bonn. W 1858 roku został wybrany członkiem Niemieckiej Akademii Przyrodników Leopoldina. W 1859 r. przyjął zaproszenie Uniwersytetu Alberta w Królewcu, by objąć tam katedrę botaniki. Był także dyrektorem ogrodu botanicznego w Królewcu. 1870/71 i 1872/73 był rektorem Albertiny. Był także członkiem Towarzystwa Niemieckich Przyrodników i Lekarzy.
Zmarł 18 września 1887 w wyniku upadku w majątku rodziny Langner w miejscowości Illowo w powiecie Flatow (Złotów). Obecnie to miejscowość Iłowo w powiecie sępoleńskim. Pochowany został na tzw. cmentarzu uczonych w Królewcu (cmentarzu parafialnym przy kościele w Neurossgärter).

## Praca naukowa
Caspary zajmował się wieloma dziedzinami biologii, ale głównie roślinami, zwłaszcza roślinami słodkowodnymi, systematyką rodziny grzybieniowatych (Nymphaeaceae) i wawrzynowatych (Lauraceae). Badał także wzrost drzew, interesował się odchyleniami w ich formowaniu i strukturze naczyń przewodzących w drewnie. Zasłynął także jako paleobotanik. W szczególności zajmował się inkluzjami botanicznymi w bursztynie bałtyckim. Z jego pism praca Die Angiospermern des Bernsteins, opublikowana w 1886 r., uznawana jest do dzisiaj za standardową pracę w tej dziedzinie badań.
Wraz z Juliusem von Klinggraeffem założył w Królewcu Vereinigung der Freunde der Flora Preussens (Towarzystwo Miłośników Flory Prus), które przekształciło się w Preussische Botanische Verein (Pruskie Towarzystwo Botaniczne). Caspary był przewodniczącym tych towarzystw i współtworzył plan badań flory Prus, koordynował pracę innych botaników i wysyłał młodszych botaników w różne obszary Prus w celu uzupełniania wiedzy o ich florze. Raporty z badań florystycznych i sprawozdania z działalności towarzystwa zamieszczał w roczniku Jahresbericht der Preußischen Botanischen Vereins. Od czasu pracy w Berlinie zajmował się zwłaszcza roślinami wodnymi. Popularyzował techniki mikroskopowe w badaniach botanicznych. Jako pierwszy w 1865 roku opisał struktury komórkowe, nazwane później na jego cześć pasemkami Caspary’ego. Opublikował ponad 290 rozpraw i krótkich doniesień z dziedziny botaniki. Przez 25 lat gromadził dane o pruskiej florze, których jednak nie zdążył zestawić i opublikować w formie monografii. Jego dzieło życia – monografia grzybieniowatych (Nymphaeaceae), nad którą długo pracował – pozostało niedokończone. Tylko raz – w 1863 roku – opublikował w wydawnictwie jubileuszowym obszerniejszy przegląd flory Prus.
Opisał nowe gatunki roślin i grzybów. W naukowych nazwach opisanych przez niego taksonów dodawany jest skrót jego nazwiska Casp.